# Сінтай (синто)

Сінтай — священна гора Фудзі.

Сінта́й (яп. 神体, しんたい, «тіло божества») — річ, в якій перебуває дух в синтоїстського божества. Ця річ сама є божеством або втіленням цього божества. Головний об'єкт поклоніння синтоїстських святилищ. Залежно від святилища сінтай може мати різну форму — гори, водоспаду, каменя, дерева, тварини, людини, дзеркала, маґатами, зброї, священного тексту, скульптури тощо.

## Короткі відомості

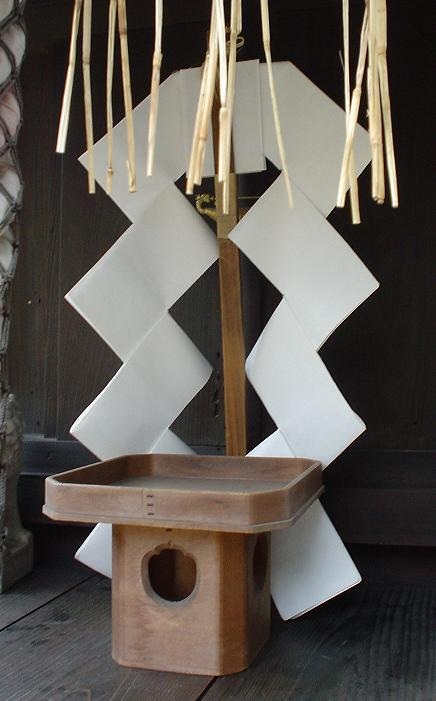
Сінтай — опахало ґохей.

Вперше термін сінтай зустрічається в старояпонському словнику 12 століття «Класифікація ієрогліфів за абеткою». Протягом тривалого історичного часу поряд з цим терміном використовували інші:
- Міта́ма-сіро́[1] — «житло духу божества».
- Місьо́тай[2] — «справжній лик божества».
- Міта́ма-но-міка́та[3] — «форма духу божества»[4].

Звичай вшановувати сінтай зародився в доісторичну епоху. Він вважається відлунням шаманської практики заманювання духу в певний предмет, а також язичницької традиції обожнювати природу та її явища.
Більша частина сінтаїв, які зберегіаються в божницях синтоїстських святилищ, — це дзеркала та опахала ґохей. На другому місці — зброя: мечі, луки, стріли, списи. Найвідомішими з них є три божественні скарби Імператора Японії.
В деяких святилищах сінтаями є статуї будд і бодгісаттв. Вони — відгомін синто-буддистського синкретизму. До рідкісних сінтаїв належать казани, подушки, дзвоники, ложки, а також предмети у формі статевих органів.
До 1945 року видатні люди минулого і сьогодення також офіційно вважалися сінтаями. Зокрема, до них зараховували сумоїстських борців йокодзун. На знак їхньої божественості вони надягали священні пояси, виготовлені з білої мотузки сіменава.
Традиційно, сінтай поміщається в спеціальну скриньку, яка називається хісіро або сірусінохако. Цю скриньку кладуть в ящик фунасіро, який розміщують у вівтарній частині святилища — божниці. Споглядати сінтай заборонено як мирянам, так і синтоїським священнослужителям.